# Lotto Ladies
Das Team Lotto Ladies ist ein belgisches Radsportteam im Frauenradsport mit Sitz in Tongeren.

## Organisation und Geschichte
Das Team wurde 2006 gegründet und nimmt seitdem als UCI Women’s Team an internationalen Straßenradrennen teil. Hauptsponsor des Teams ist die belgische Lotterie, die im Männerradsport auch das Team Lotto unterstützt. Geleitet wird das Team seit Beginn von Kurt Van De Wouwer.
Bis 2012 gehörte das Team zu den Top 10 im Frauenradsport. Neben zahlreichen Saisonerfolgen kamen die Siegerin der Commonwealth Games 2010 sowie die Siegerinnen im Straßenrennen und im Einzelzeitfahren bei den Afrikameisterschaften von 2011 bis 2013 dreimal in Folge aus dem Team. Als erstes Frauenradsportteam trat die Mannschaft 2013 der Bewegung für einen glaubwürdigen Radsport MPCC bei.
Bekannteste ehemalige Fahrerin des Teams ist Lotte Kopecky, die vor ihrem internationalen Durchbruch von 2016 bis 2020 für das Team fuhr und 2020 beim Giro d’Italia Women mit einem Etappenerfolg den bisher einzigen Sieg des Teams auf der UCI Women’s WorldTour erzielte. Trotz einer erfolgreichen Saison 2024 verzichtete das Team nach dem Abgang des Sponsors Dstny aus finanziellen Gründen auf eine Lizenzierung als UCI Women’s ProTeam.

## Saison 2025
Mannschaft
| Teamkader 2025          | Teamkader 2025     | Teamkader 2025 | Teamkader 2025                            |
| Name                    | Geburtsdatum       | Land           | Vorheriges Team                           |
| ----------------------- | ------------------ | -------------- | ----------------------------------------- |
| Maureen Arens           | 16. April 2003     | Niederlande    | AG Insurance-Soudal Quick-Step (2023)     |
| Lucy Bénézet Minns      | 16. Juli 2025      | Irland         | Tofauti Everyone Active (2024)            |
| Dina Boels              | 14. Januar 2005    | Belgien        |                                           |
| Katrijn De Clercq       | 5. Februar 2002    | Belgien        |                                           |
| Audrey De Keersmaeker   | 9. Juli 1999       | Belgien        | De Ceuster-Bonache Cycling Team (2023)    |
| Mieke Docx              | 8. Juni 1996       | Belgien        | Doltcini-Van Eyck-Proximus (2021)         |
| Esmée Gielkens          | 12. September 2001 | Belgien        |                                           |
| Julie Hendrickx         | 8. August 2003     | Belgien        | Bingoal-Chevalmeire-Van Eyck Sport (2022) |
| Romina Hinojosa         | 30. November 2002  | Mexiko         | A.R. Monex Pro Cycling Team (2024)        |
| Julie Nicolaes          | 1. Januar 2004     | Belgien        |                                           |
| Kloé Saugrain           | 28. August 2006    | Frankreich     |                                           |
| Ilken Seynave           | 11. Dezember 2006  | Belgien        |                                           |
| Lea Lin Teutenberg      | 2. Juli 1999       | Deutschland    | Ceratizit-WNT Pro Cycling (2024)          |
| Anna van Wersch         | 14. August 2001    | Niederlande    | VD Velden Adviseurs (2023)                |
| Sterre Vervloet         | 26. November 2003  | Belgien        |                                           |
| Lani Wittevrongel       | 12. Juli 2004      | Belgien        | Chevalmeire (2024)                        |
|                         |                    |                |                                           |
| Quelle: ProCyclingStats |                    |                |                                           |

Erfolge
| Siege | Siege  | Siege | Siege  | Siege  | Siege |
| Datum | Rennen | Staat | Klasse | Sieger |       |
| ----- | ------ | ----- | ------ | ------ | ----- |

## Bisherige Saisonerfolge
| Rennserie                 | 2006 | 2007 | 2008 | 2009 | 2010 | 2011 | 2012 | 2013 | 2014 | 2015 | 2016 | 2017 | 2018 | 2019 | 2020 | 2021 | 2022 | 2023 | 2024 |
| ------------------------- | ---- | ---- | ---- | ---- | ---- | ---- | ---- | ---- | ---- | ---- | ---- | ---- | ---- | ---- | ---- | ---- | ---- | ---- | ---- |
| UCI Women’s WorldTour     | -    | -    | -    | -    | -    | -    | -    | -    | -    | -    | -    | -    | -    | -    | 1    | -    | -    | -    | -    |
| andere UCI-Rennen         | -    | 2    | 1    | 7    | 4    | 1    | 3    | 2    | 7    | 2    | 4    | 1    | 1    | 4    | -    | -    | -    | 1    | 4    |
| nationale Meisterschaften | -    | 1    | -    | 1    | 1    | 2    | 2    | 2    | 2    | 1    | 1    | 1    | 1    | 2    | 2    | -    | -    | -    | 2    |

## Platzierungen in UCI-Ranglisten
UCI World Ranking
| UCI Ranking | UCI Ranking | UCI Ranking                | UCI Ranking |
| Jahr        | Teamwertung | Einzelwertung              |             |
| ----------- | ----------- | -------------------------- | ----------- |
| 2009        | 5.          | Rochelle Gilmore (8. )     |             |
| 2010        | 6.          | Grace Verbeke (9. )        |             |
| 2011        | 9.          | Rochelle Gilmore (29. )    |             |
| 2012        | 9.          | Ashleigh Moolman (18. )    |             |
| 2013        | 15.         | Ashleigh Moolman (27. )    |             |
| 2014        | 12.         | Jolien D’hoore (14. )      |             |
| 2015        | 12.         | Elena Cecchini (19. )      |             |
| 2016        | 11.         | Claudia Lichtenberg (32. ) |             |
| 2017        | 19.         | Lotte Kopecky (41. )       |             |
| 2018        | 23.         | Lotte Kopecky (49. )       |             |
| 2019        | 18.         | Lotte Kopecky (13. )       |             |
| 2020        | 11.         | Lotte Kopecky (8. )        |             |
| 2021        | 34.         | Hanna Nilsson (222. )      |             |
| 2022        | 44.         | Mieke Docx (292. )         |             |
| 2023        | 30.         | Katrijn De Clercq (148. )  |             |
| 2024        | 20.         | Thalita de Jong (21. )     |             |
|             |             |                            |             |
| Quelle: UCI |             |                            |             |

UCI Weltcup 
| World Cup   | World Cup   | World Cup               | World Cup |
| Jahr        | Teamwertung | Einzelwertung           |           |
| ----------- | ----------- | ----------------------- | --------- |
| 2009        | 7.          | Grace Verbeke (9. )     |           |
| 2010        | 5.          | Grace Verbeke (7. )     |           |
| 2011        | 7.          | Rochelle Gilmore (26. ) |           |
| 2012        | 9.          | Ashleigh Moolman (18. ) |           |
| 2013        | 14.         | Ashleigh Moolman (22. ) |           |
| 2014        | 10.         | Jolien D’hoore (24. )   |           |
| 2015        | 9.          | Elena Cecchini (11. )   |           |
|             |             |                         |           |
| Quelle: UCI |             |                         |           |

UCI Women’s WorldTour
| UCI World Tour | UCI World Tour | UCI World Tour             | UCI World Tour |
| Jahr           | Teamwertung    | Einzelwertung              |                |
| -------------- | -------------- | -------------------------- | -------------- |
| 2016           | 14.            | Claudia Lichtenberg (22. ) |                |
| 2017           | 20.            | Lotte Kopecky (51. )       |                |
| 2018           | 24.            | Lotte Kopecky (91. )       |                |
| 2019           | 13.            | Lotte Kopecky (17. )       |                |
| 2020           | 10.            | Lotte Kopecky (5. )        |                |
| 2021           | 20.            | Hanna Nilsson (107. )      |                |
| 2022           | 31.            | Mieke Docx (197. )         |                |
| 2023           | 30.            | Mijntje Geurts (192. )     |                |
| 2024           | 20.            | Thalita de Jong (21. )     |                |
|                |                |                            |                |
| Quelle: UCI    |                |                            |                |